# Моллачуева, Хавва Иса кызы
Хавва Иса кызы Моллачуева (азерб. Havva İsa qızı Mollaçiyeva; 10 сентября 1900, Закатальский округ — ?) — советский азербайджанский табаковод, Герой Социалистического Труда (1949).

## Биография
Родилась 10 сентября 1900 года в селе Мешашамбул Закатальского округа (ныне село в Белоканском районе Азербайджана).
С 1936 года — колхозница, звеньевая колхоза «Советская Грузия» (бывший имени Низами) Белоканского района. В 1948 году получила урожай табака сорта «Трапезонд» 25,8 центнеров с гектара на площади 3 гектара.
Указом Президиума Верховного Совета СССР от 1 июля 1949 года за получение в 1948 году высоких урожаев табака Моллачуевой Хавва Иса кызы присвоено звание Героя Социалистического Труда с вручением ордена Ленина и золотой медали «Серп и Молот».
С 1968 года — пенсионер союзного значения.